# 闘劇
闘劇（とうげき）は、コンピュータゲームの1ジャンルである対戦型格闘ゲームのエレクトロニック・スポーツ大会の一つ。主催はエンターブレイン。
"世界最大の祭典"、"世界最強決定戦"とされていたが、2012年の第10回を以って、諸般の事情により一旦の閉幕が発表されている。

## 開催形式
予選
- 日本全国のゲームセンターから予選店舗を募り、トーナメント方式の予選大会を行う。
- 海外予選も用意されている。
- 1位になったプレイヤー（チーム）が本戦への切符を獲得する。特に参加人数が多いと予想されるタイトルは、複数のゲームセンターの代表同士が「エリア決勝」として対決し、勝った代表プレイヤー（チーム）が本戦の出場権を得る。

本戦
- トーナメント形式で行われる。敗者復活戦が行われた例はない。
- 当日枠や海外枠も存在する。当日枠は少ないが、海外枠はタイトルによっては2桁に昇る。例：2011年スーパーストリートファイターⅣ AEでは国内19、海外11。
- チーム人数はタイトルによって異なり、予選もそれぞれ違った日程で行われる。団体戦は勝ち抜き形式。
- 「闘劇'07」からは、2on2のタイトルは先鋒同士、大将同士の試合を行い、片方のチームが連勝した場合そのまま勝ち抜け、1勝1敗になった場合は勝者同士の決定戦で勝敗を決める、いわゆる早稲田式が採用されている。
- 会場は第1回大会が幕張メッセ、第2回大会から第6回大会までがディファ有明、第7回大会がJCBホールで開催。第8回・第9回は幕張メッセに戻って東京ゲームショウ会場内で開催された。第10回は「Game Summer Festival 2012」と称し、下総フレンドリーパーク（成田市）で他の3イベント（シューティングゲーム「わっしょい」・ゲーム音楽ライブ「音撃」・エクストラ）と共同かつ初の屋外開催となった。
- 優勝者（チーム）には賞金（個人戦：5万円、2人チーム戦：7万円、3人チーム戦：10万円）と賞品が贈与される。

## 開催種目・結果

### 第1回大会
2003年3月22日 - 23日開催。
- CAPCOM VS. SNK 2 MILLIONAIRE FIGHTING 2001（個人戦）
  - 優勝 - ときど（A：さくら／ベガ／ブランカ）
  - 準優勝 - ウメハラ（C：サガット／ガイル／春麗）
- ソウルキャリバーII（個人戦）
  - 優勝 - 刑事長（御剣）
  - 準優勝 - アルテナナイト（ナイトメア）
- THE KING OF FIGHTERS 2002（個人戦）
  - 優勝 - 大御所（クラーク／ビリー／シェルミー）
  - 準優勝 - バッシュ（ビリー／ヴァネッサ／紅丸）※韓国
- スーパーストリートファイターII X (3on3)
  - 優勝 - オトチュン軍団：ウメハラ（リュウ）／オトチュン（春麗）／クラハシ（ガイル）
  - 準優勝 - 新鮮組：KKY（ダルシム）／秋縞（春麗）／よしみ（ケン）
- ストリートファイターIII 3rd STRIKE (3on3)
  - 優勝 - ひこねファイトクラブ：清松（ケン）／上野（ユン）／いづ（まこと）
  - 準優勝 - ビートライブ：スペルマスターJ（ケン）／オナニズム（ユリアン）／メタ（春麗）
- GUILTY GEAR XX (3on3)
  - 優勝 - バベルフィッシュたんハァハァ：kaqn（ミリア）／北辰（エディ）／ゆきのせ（ブリジット）
  - 準優勝 - WA SHI MI：火九（アクセル）／鷲見（ソル）／持田（ミリア）
- バーチャファイター4 エボリューション (3on3)
  - 優勝 - モラリスト：つちくも（パイ）／ザ・ゲリラ（葵）／ゲームセンター嵐（剛）
  - 準優勝 - ぶっちゃけファイトクラブ：へるる（レイ）／ポチョムキン（パイ）／オカマスク（葵）

### 第2回大会「闘劇'04」
2004年5月3日 - 5日開催。
- ヴァンパイアセイヴァー（個人戦）
  - 優勝 - ハイタニ（サスカッチ）
  - 準優勝 - T2ya（ザベル）
- THE KING OF FIGHTERS 2003（個人戦）
  - 優勝 - ウォーズ（K'／大門／墮瓏）
  - 準優勝 - マキ麟リンの弟子デシ（牙刀／墮瓏／ラルフ）※当日枠
- バーチャファイター4 エボリューション (3on3)
  - 優勝 - 大仏パンク：ジン（影）／チェムル（ウルフ）／いのっち（晶）
  - 準優勝 - いまじ捜索隊：養老影（影）／超南アキラ（晶）／ハクションラウ魔王（ラウ）
- CAPCOM VS. SNK 2 MILLIONAIRE FIGHTING 2001 (3on3)
  - 優勝 - 中卒DQNトリオ：金デヴ（A：さくら／ベガ／ブランカ）／サワダ（A：さくら／ベガ／ブランカ）／マゴ（C:本田／サガット／ブランカ）
  - 準優勝 - 秘密結社廃人：きちにぃ〜（A：ロック／ギース／ロレント）／リョウ（A：ブランカ／響／ベガ）／ショウ（A:さくら／ベガ／ブランカ）
- サムライスピリッツ零（個人戦）
  - 優勝 - ウチヤマ（水邪）
  - 準優勝 - どれみふぁでぐち（シャルロット）
- 鉄拳4（個人戦）
  - 優勝 - たけやま （仁）
  - 準優勝 - 垂れ乳巌竜 （シャオユウ）
- ストリートファイターIII 3rd STRIKE (3on3)
  - 優勝 - 全知全能：ラオウ（春麗）／スペルマスターJ（ケン）／メスター（ユン）
  - 準優勝 - 死ね死ね団。ナミキ組：シャオ（いぶき）／J（まこと）／イッセー（ユン）
- GUILTY GEAR XX #RELOAD (3on3)
  - 優勝 - トラブルメーカーシャロン！：ゆきのせ（ブリジット）／マツ（ミリア）／赭龍（梅喧）
  - 準優勝 - ネモの恩返し：kaqn（紗夢）／ネモ（ファウスト）／イモ（ザッパ）

### 第3回大会「闘劇'05」
2005年5月3日 - 5日開催。
- THE KING OF FIGHTERS NEOWAVE（個人戦）
  - 優勝 - キャベツ（GB：柴舟／キム／テリー）
  - 準優勝 - ウー（GB：柴舟／タクマ／ロバート）
- 鉄拳5（個人戦）
  - 優勝 - Nin（スティーブ）※韓国
  - 準優勝 - でぼる（ブライアン）
- Capcom Fighting Jam (2on2)
  - 優勝 - 覇者：ときど（ジェダ／ユリアン）／マゴ（かりん／アナカリス）
  - 準優勝 - 未定：ウメハラ（ユリアン／ガイル）／ダン（リュウ／かりん）
- ストリートファイターIII 3rd STRIKE (2on2)
  - 優勝 - ウメヌキ：ウメハラ（ケン）／ヌキ（春麗）
  - 準優勝 - すぐそれ：KO（ユン）／こくじん（ダッドリー）
- GUILTY GEAR XX #RELOAD (3on3)
  - 優勝 - マヲリキャプター小川：kaqn（紗夢）／小川（エディ）／パチ（ファウスト）
  - 準優勝 - （有）牛丼チェーン店「信屋」：ありさか しんや（ロボカイ）／イモ（ザッパ）／ネモ（ファウスト）
- バーチャファイター4 ファイナルチューンド (3on3)
  - 優勝 - VFエリート：いのっち（晶）／ふ〜ど（リオン）／こえど（影）
  - 準優勝 - 押田・山口・細貝JV：天心（リオン）／セルフマン（ジェフリー）／不動（影）

### 第4回大会「闘劇'06」
2006年5月3日 - 5日開催。
- 北斗の拳（個人戦）
  - 優勝 - 紅の豚（トキ）
  - 準優勝 - タジ君 （ユダ）
- THE KING OF FIGHTERS XI（個人戦）
  - 優勝 - カオル（影二／クーラ／牙刀）
  - 準優勝 - 許元章 (キング／リョウ／クーラ) ※台湾
- ネオジオバトルコロシアム（個人戦）
  - 優勝 - KEE-ROC@SMK（キム／双葉ほたる）
  - 準優勝 - F2-PON@SMK（キム／双葉ほたる）
- MELTY BLOOD Act Cadenza (2on2)
  - 優勝 - TALES OF THE ILS：ILS（暴走アルクェイド）／にが（シオン）
  - 準優勝 - 花びら満開キャンディーズ頑張る：さとけん（赤主秋葉）／kubo（シオン）
- サムライスピリッツ 天下一剣客伝 (2on2)
  - 優勝 - 明鏡止水〜初心者攻略サイト〜：ミシマ（いろは）／ドロ（不知火幻庵）
  - 準優勝 - 高砂：ふせますた（ミナ）／ユウ（雲飛）
- 鉄拳5 DARK RESURRECTION (3on3)
  - 優勝 - NO-Respect：ユウ（フェン）／ショウ（デビル仁）／ジロー（スティーブ）
  - 準優勝 - 埼玉POPY代表：ハマハー（リー）／ダイパン（キング）／激鉄（巌竜）
- GUILTY GEAR XX / SLASH (3on3)
  - 優勝 - 『ゆきのせです』：ゆきのせ（テスタメント）／GNT（ミリア）／KA2（紗夢）
  - 準優勝 - テロだー！！：BLEED（ジョニー）／ドミー（闇慈）／シュウト（アクセル）
- バーチャファイター4 ファイナルチューンド (3on3)
  - 優勝 - やりおった：K-2（サラ）／灘琉豪（晶）／ゲームセンター嵐（ジャッキー）
  - 準優勝 - Virtua☆Fusion：ちび太（リオン）／大須 晶（アキラ）／ヌキ（葵）
- ストリートファイターIII 3rd STRIKE (3on3)
  - 優勝 - マスターズ：MOV（春麗）／スペルマスターJ（ケン）／DDにっと（ユン）
  - 準優勝 - チャンピオンロード 〜道〜：昭和（まこと）／石松（ユン）／花笠（豪鬼）

### 第5回大会「闘劇'07」
2007年8月11日 - 13日開催。
- ソウルキャリバーIII ARCADE EDITION（個人戦）
  - 優勝 - さるすべ（アスタロス）
  - 準優勝 - 北千里（雪華）
- THE KING OF FIGHTERS '98（個人戦）
  - 優勝 - 小孩（庵／大門／裏クリス)
  - 準優勝 - 程龍（千鶴／舞／マチュア）
- アルカナハートFULL!（個人戦）
  - 優勝 - 青@牧場（リーゼロッテ）
  - 準優勝 - シャカポ（リリカ）
- MELTY BLOOD Act Cadenza Ver.B2 (2on2)
  - 優勝 - ノブレス オブ リージュ：電波（さつき）／ゆう（秋葉）
  - 準優勝 - ずっとゆきのせのターン：ゆきのせ（秋葉）／SII（アルクェイド）
- ハイパーストリートファイターII (2on2)
  - 優勝 - クラヌキ：クラハシ（Dガイル）／ヌキ（X春麗）
  - 準優勝 - あけオアー：白（Xリュウ）／泰羅（Xベガ）
- バーチャファイター5 (3on3)
  - 優勝 - クラーケン：ちび太（リオン）／矢永（パイ）／あかべ（剛）※予備予選枠
  - 準優勝 - POPY-新潟-：すぐる（リオン）／まこと（影）／ネス（雷飛）
- 鉄拳5 DARK RESURRECTION (3on3)
  - 優勝 - チャンジャ2人前：マタドール（巌竜）／二代目メンストリュウ（平八）／たいぞー（フェン）
  - 準優勝 - ソ・ヨン様：ソヨンドリ（デビル仁）／タケヤマ（巌竜）／RAUM（アンナ）
- ストリートファイターIII 3rd STRIKE (3on3)
  - 優勝 - エターナルフォースブリザード： 梅園（春麗）／松田（ユン）／邪気眼（相手は死ぬ）（まこと）
  - 準優勝 - 404 Error：RX（ユリアン）／杉山（ネクロ）／ロシヒカリ（ヤン）
- GUILTY GEAR XX Λ CORE (3on3)
  - 優勝 - おにがにー：小川（エディ）／にが（スレイヤー）／しょーぢ（テスタメント）
  - 準優勝 - パイレーツ・オブ・カリビアン：甲板掃除「ビッグバン」（スレイヤー）／キャプテンカレイドスター（紗夢）／タケノコ職人サトシ（ポチョムキン）

### 第6回大会「闘劇'08」
2008年8月15日 - 17日開催。
- アルカナハート2（個人戦）
  - 優勝 - へんぼく（リリカ）※予備予選
  - 準優勝 - TOMO（キャサリン）
- THE KING OF FIGHTERS '98 ULTIMATE MATCH（個人戦）
  - 優勝 - マッキー（裏ギース／庵／クラウザー）
  - 準優勝 - 包子 (ユリ／ヘビィ・D！／クラウザー）
- 北斗の拳（個人戦）
  - 優勝 - K.I（レイ）
  - 準優勝 - 紅の豚（トキ）
- スーパーストリートファイターII X (2on2)
  - 優勝 - 使徒再び：オトチュン（X春麗）／ARG（Xバルログ）
  - 準優勝 - 無敵不死身：ムテガイル（Xガイル）／志木（Xバイソン）
- MELTY BLOOD Act Cadenza Ver.B2 (2on2)
  - 優勝 - 豚馬：コウ（赤主秋葉）／kubo（シオン）
  - 準優勝 - メルブラしにきたで：でぐち（シエル）／ミルキー（都古）
- 鉄拳6 (3on3)
  - 優勝 - エグリゴリ：☆ yoo?sama☆（アンナ）／はぁ·ぐぅ（ロジャー）／ぺこス（ボブ）
  - 準優勝 - RevoLution：デク（一八）／ゆうくん（アンナ）／ゆき（ジュリア）
- バーチャファイター5 (3on3)
  - 優勝 - 原商：板橋ザンギエフ（舜）／ふ〜ど（リオン）／JOE（ジャッキー）
  - 準優勝 - 渋とぴあ：ポチ（ベネッサ）／魔んぷく（ラウ）／よろしこ（ジェフリー）
- ストリートファイターIII 3rd STRIKE (3on3)
  - 優勝 - 井上JAPAN：井上（まこと）／MOV（春麗）／クロダ（豪鬼）
  - 準優勝  裏切りの星：猿（ユン）／ちんた（ケン）／K（春麗）
- GUILTY GEAR XX Λ CORE (3on3)
  - 優勝 - きみとぼくの壊れた世界：どぐら（ロボカイ）／N男（ヴェノム）／えふて（メイ）
  - 準優勝 - エン☆キモ：エン（スレイヤー）／もっちー（ブリジット）／むき（闇慈)

### 第7回大会「闘劇'09」
2009年8月14日 - 16日開催。
- タツノコ VS. CAPCOM CROSS GENERATION OF HEROES (個人戦)
  - 優勝 - チャージマン健 （大鷲の健／リュウ）
  - 準優勝 - 雲外鏡 （ヤッターマン1号／鴉）
- Fate/unlimited codes (個人戦)
  - 優勝 - 138（ランサー）
  - 準優勝 - SPIKE（ギルガメッシュ）
- BLAZBLUE CALAMITY TRIGGER (個人戦)
  - 優勝 - ふも（アラクネ）
  - 準優勝 - 客（カルル）
- ストリートファイターIV (2on2)
  - 優勝 - KOF勢：キャベツ（ヴァイパー）／ごしょ（ルーファス）
  - 準優勝 - チキングルーヴ：伊予（ダルシム）／志郎（アベル）
- すっごい！アルカナハート2 〜転校生 あかねとなずな〜 (2on2)
  - 優勝 - ウァアア！滝登り！：かすみLOVE（あかね）／神このは12Pカラー（このは）
  - 準優勝 - ウァアアア！Cクレド！：沸騰メイファン（美凰）／テクスチャエルザ（エルザ）
- バーチャファイター5R (3on3)
  - 優勝 - スターダストクルセイダース：祐天寺（ラウ）／ジョセフ（アキラ）／ゴージャスアイリーン（アイリーン）
  - 準優勝 - 居飛車穴熊：YOU（サラ）／ちゅーたろ（ジャン）／穴熊（ジャッキー）
- 鉄拳6 BLOODLINE REBELLION (3on3)
  - 優勝 - サンコウハイツ：RAUM（ワン）／ほんだ（リリ）／ジュンチャン（ジュリア）
  - 準優勝 - 関西われわれクラス：ティッシュもん横とび（マードック）／ぶりぶり丸（ブライアン）／にっしん（アリサ）※予備予選
- ストリートファイターIII 3rd STRIKE (3on3)
  - 優勝 - ピーチパワーボス：ボス（ユン）／ももち（まこと）／力丸（春麗）
  - 準優勝 - ケンジにかけろ！：ときど（春麗）／K.O（ヤン）／おちび（ユン）
- GUILTY GEAR XX Λ CORE (3on3)
  - 優勝 - 「閉回路」：巡輪廻「光速制圧」ヲシゲ（ミリア）／遮る白線「無限生成」N男（ヴェノム）／笑う迷宮「残響少年」少年（テスタメント）
  - 準優勝 - おまいらガー不でピッコロす。：さとぅ〜（ジョニー）／もっちー（ブリジット）／ちょなり（ザッパ）

### 第8回大会「闘劇'10」
2010年9月18日 - 19日、東京ゲームショウ内で併催。

#### カテゴリーA
- ストリートファイターIV (3on3)
  - 優勝 - おこづかい2000円：金デヴ（ルーファス）／ももち（豪鬼）／あーるえふ（サガット）
  - 準優勝 - 武田家：中足絶唱TKD（エルフォルテ）／ボンちゃん（サガット）／ウメハラ（リュウ）
- 鉄拳6 BLOODLINE REBELLION (3on3)
  - 優勝 - 観光メイン：スマイルX（マードック）／ねすちゃん（デビル仁）／たたたたたたたたーく（ラース）
  - 準優勝 - 千葉代表：ダイパン（スティーブ）／パンダマニア（パンダ）／サンドリヨンペこス（ボブ）
- THE KING OF FIGHTERS 2002 UNLIMITED MATCH(個人戦)
  - 優勝 - OZ@西日暮里versus（雛子／K'／ネームレス）
  - 準優勝 - M'@町田UFO（K'／香澄（決勝のみクーラに変更）／ネームレス）
- バーチャファイター5 ファイナルショーダウン (3on3)
  - 優勝 - 自由街道：せろり（カゲ）／森本レオタード（ベネッサ）／ひらがなであおき（ジャッキー）
  - 準優勝 - 大新世界：じゃが（ゴウ）／くろぼ〜（ラウ）／よろしこ（ジェフリー）
- BLAZBLUE -CONTINUUM SHIFT- (2on2)
  - 優勝 - 超魔王村：辻川（タオカカ）／超（ライチ）
  - 準優勝 - 大魔王：悪人（バング）／ひろし（ジン）
- アルカナハート3(2on2)
  - 優勝 - たぬきち追悼3：かすみLOVE（あかね）／殿（このは）
  - 準優勝 - ヒカゴ：狂犬（ゼニア）／しろごま（アンジェリア）

#### カテゴリーB
- GUILTY GEAR XX Λ CORE (3on3)
  - 優勝 - 銀と金：フィオガルン（エディ）／少年（テスタメント）／RF（ファウスト）
  - 準優勝 - チーム赤天狗：FAB（ポチョムキン）／イノウエ（聖騎士団ソル）／まさひろ（テスタメント）
- ストリートファイターIII 3rd STRIKE (3on3)
  - 優勝 - 井上JAPAN：クロダ（ケン）／DDにっと（ユン）／MOV（春麗）
  - 準優勝 - 巨人軍：こくじん（ダッドリー）／ハイタニ（まこと）／ヌキ（春麗）
- スーパーストリートファイターII X(3on3)
  - 優勝 - ベストパートナーズ：フタチャン（Xリュウ）／イトー（Xディージェイ）／MAO（Xバルログ）
  - 準優勝 - イタリア：あべびん（X本田）／さそり（Xリュウ）／オオニシ（Xベガ）
- 戦国BASARA X(個人戦)
  - 優勝 - ウェイ＝クビン（毛利元就）
  - 準優勝 - pizzaカズ（豊臣秀吉）

#### カテゴリーC
- THE KING OF FIGHTERS XIII(個人戦)
  - 優勝 - おえっぷ（K'／マチュア／ライデン）
  - 準優勝 - ジャイアン（舞／庵／K'）
- MELTY BLOOD Actress Again Current Code (2on2)
  - 優勝 - せめて、ラスボスらしく：GO1（秋葉）／いえだ（琥珀）
  - 準優勝 - がる信者：レオ（暴走アルクェイド）／はと（赤主秋葉）

### 第9回大会「闘劇'11」
2011年9月17日、東京ゲームショウ内で併催。
- AQUAPAZZA (個人戦)
  - 優勝 - GO1（リアンノン／由綺）
  - 準優勝 - バター@KOF勢（このみ／瑞希）
- BLAZBLUE -CONTINUUM SHIFT II- (個人戦)
  - 優勝 - コナン（ツバキ）
  - 準優勝 - タカハシ（ノエル）
- スーパーストリートファイターII X (3on3)
  - 優勝 - TR部隊 TEAM OSD：オカフェイ（Xフェイロン）／セキ（Xディージェイ）／シューティングD（Xリュウ）
  - 準優勝 - 最後の使徒：オトチュン（X春麗）／ARG（Xバルログ）／グンゼ（Xザンギエフ）
- スーパーストリートファイターIV アーケードエディション (2on2)
  - 優勝 - オーネンズ：かずのこ（ユン）／おじさん（ヤン）
  - 準優勝 - スターマウンテン：ネモ（ヤン）／キャベツ（ヴァイパー）

### 第10回大会「闘劇'12」
2012年8月4日 - 5日、Game Summer Festival 2012内で開催。
- ソウルキャリバーV (個人戦)
  - 優勝 - Crna Ruka(パトロクロス)
  - 準優勝 - デコポン（ティラ）
- バーチャファイター5 ファイナルショーダウン (3on3)
  - 優勝 - ニュートン：こいわい（リオン）/かいぶつ（ベネッサ）/ばりばりくん（レイ・フェイ）
  - 準優勝 - 希望の星：暇ジャン（ジャン）/しわ（パイ）/どれいく（ブラッド）
- 鉄拳タッグトーナメント2 アンリミテッド (2on2)
  - 優勝 - specialist(JP)：AO(アリサ、ミゲル)/LATHIN（レオ、ラース）
  - 準優勝 - najin smash：JDCR(アーマーキング)/ACE(デビルジン、カズヤ）※韓国
- スーパーストリートファイターIV アーケードエディション Ver.2012 (3on3)
  - 優勝 - 勝ちたがり：ふ〜ど（フェイロン）/ボンちゃん（サガット）/かずのこ（ユン）
  - 準優勝 - ぷるぷる：くろけん（ダッドリー）/Y。（キャミィ）/かわぐぅち（ローズ）
- ULTIMATE MARVEL VS. CAPCOM 3 (個人戦)
  - 優勝 - Justin Wong（ウルヴァリン/ストーム/豪鬼）
  - 準優勝 - kubo（バージル/X-23/ダンテ）
- AQUAPAZZA Version2.0 (2on2)
  - 優勝 - QZ党＠KOF勢？！：OZ（千鶴/スィール）/バター（このみ/瑞希）
  - 準優勝 - コウヤーゲーム：秋山虎也（千鶴/まーりゃん）/神崎直人（トウカ/さつき）
- ペルソナ4 ジ・アルティメット イン マヨナカアリーナ (個人戦)
  - 優勝 - シュウト（桐条美鶴）
  - 準優勝 - 蝿ちゃん（里中千枝）
- ストリートファイターIII 3rd STRIKE (3on3)
  - 優勝 - クロダの彼女募集中：クロダ（オロ）/ボス（ユン）/MOV（春麗）
  - 準優勝 - 超厳密組：元気（アレックス）/アイク（ダッドリー）/ピエロ（レミー）

## メディア

### DVD
闘劇は第1回大会から第6回まで、それぞれの大会内容を収録したDVDが発売されている。日付は発売日。
第1回大会
- 闘劇 SUPER BATTLE DVD TRILOGY DISC1（2003年6月26日）
  - CAPCOM VS.SNK 2 MILLIONAIRE FIGHTING 2001
  - ストリートファイターIII 3rd STRIKE
  - スーパーストリートファイターII X
- 闘劇 SUPER BATTLE DVD TRILOGY DISC2（2003年6月26日）
  - バーチャファイター4 エボリューション
  - ソウルキャリバーII
- 闘劇 SUPER BATTLE DVD TRILOGY DISC3（2003年6月26日）
  - GUILTY GEAR XX
  - THE KING OF FIGHTERS 2002

第2回大会「闘劇'04」
- 闘劇vol.1 ギルティギアイグゼクス#RELOAD（2004年6月24日）
  - GUILTY GEAR XX #RELOAD
- 闘劇vol.2 Virtua Fighter 4 Evolution & TEKKEN4（2004年7月29日）
  - バーチャファイター4 エボリューション
  - 鉄拳4
- 闘劇vol.3 SAMURAI SPRITS ZERO & CAPCOM VS. SNK（2004年8月26日）
  - サムライスピリッツ零
  - CAPCOM VS. SNK 2 MILLIONAIRE FIGHTING 2001
- 闘劇vol.4 STREET FIGHTER III 3rd STRIKE & VAMPIRE SAVIOR（2004年8月26日）
  - ストリートファイターIII 3rd STRIKE
  - ヴァンパイアセイヴァー
  - THE KING OF FIGHTERS 2003

第3回大会「闘劇'05」
- 闘劇'05 SUPER BATTLE DVD VOL.1（2005年6月30日）
  - GUILTY GEAR XX #RELOAD
  - THE KING OF FIGHTERS NEOWAVE
- 闘劇'05 SUPER BATTLE DVD VOL.2（2005年7月28日）
  - バーチャファイター4 ファイナルチューンド
  - 鉄拳5
- 闘劇'05 SUPER BATTLE DVD VOL.3（2005年8月25日）
  - ストリートファイターIII 3rd STRIKE
  - カプコンファイティングジャム

第4回大会「闘劇'06」
- 闘劇'06 SUPER BATTLE DVD vol.1（2006年7月27日）
  - GUILTY GEAR XX SLASH
  - MELTY BLOOD Act Cadenza
- 闘劇'06 SUPER BATTLE DVD vol.2（2006年7月27日）
  - 鉄拳5 DARK RESURRECTION
  - バーチャファイター4 ファイナルチューンド
- 闘劇'06 SUPER BATTLE DVD vol.3（2006年8月31日）
  - サムライスピリッツ天下一剣客伝
  - THE KING OF FIGHTERS XI
  - ネオジオバトルコロシアム
- 闘劇'06 SUPER BATTLE DVD vol.4（2006年8月31日）
  - 北斗の拳
  - ストリートファイターIII 3rd STRIKE

第5回大会「闘劇'07」
「闘劇'07」はそれぞれDVDのタイトルに入っている種目のみ収録。
- 闘劇'07 SUPER BATTLE DVD vol.1 GUILTY GEAR XX ∧ CORE（2007年10月25日）
- 闘劇'07 SUPER BATTLE DVD vol.2 MELTY BLOOD Act Cadenza ver.B（2007年10月25日）
- 闘劇'07 SUPER BATTLE DVD vol.3 アルカナハートFULL（2007年10月25日）
- 闘劇'07 SUPER BATTLE DVD vol.4 Virtua Fighter 5（2007年11月29日）
- 闘劇'07 SUPER BATTLE DVD vol.5 鉄拳5 DARK RESURRECTION（2007年11月29日）
- 闘劇'07 SUPER BATTLE DVD vol.6 SOULCALIBUR III ARCADE EDITION（2007年11月29日）
- 闘劇'07 SUPER BATTLE DVD vol.7 STREET FIGHTER III 3rd STRIKE（2007年12月20日）
- 闘劇'07 SUPER BATTLE DVD vol.8 HYPER STREET FIGHTER II The Anniversary Edition（2007年12月20日）
- 闘劇'07 SUPER BATTLE DVD vol.9 THE KING OF FIGHTERS '98（2007年12月20日）

第6回大会「闘劇'08」
『北斗の拳』のDVDは発売中止になった。
- 闘劇‘08 SUPER BATTLE DVD vol.1 鉄拳6（2008年10月30日）
- 闘劇‘08 SUPER BATTLE DVD vol.2 Virtua Fighter5（2008年10月30日）
- 闘劇‘08 SUPER BATTLE DVD vol.3 MELTY BLOOD Act Cadenza Ver.B2（2008年10月30日）
- 闘劇‘08 SUPER BATTLE DVD vol.4 GUILTY GEAR XX Λ CORE（2008年11月27日）
- 闘劇‘08 SUPER BATTLE DVD vol.5 SUPER STREET FIGHTER II X（2008年11月27日）
- 闘劇‘08 SUPER BATTLE DVD vol.6 ARCANA HEART 2（2008年11月27日）
- 闘劇‘08 SUPER BATTLE DVD vol.7 STREET FIGHTER III 3rd STRIKE（2008年12月25日）
- 闘劇‘08 SUPER BATTLE DVD vol.8 THE KING OF FIGHTERS '98 ULTIMATE MATCH（2008年12月25日）

第8回大会「闘劇'10」
- 闘劇'10 FINAL SUPER BATTLE DVD Vol.01 ストリートファイターIV（2011年1月8日）
- 闘劇'10 FINAL SUPER BATTLE DVD Vol.02 ブレイブルー コンティニュアムシフト（2011年1月8日）
- 闘劇'10 FINAL SUPER BATTLE DVD Vol.03 ストリートファイターIII 3rd Strike -Fight for the Future-（2011年2月10日）
- 闘劇'10 FINAL SUPER BATTLE DVD Vol.04 ギルティギア イグゼクス アクセントコア（2011年2月10日）
- 闘劇'10 FINAL SUPER BATTLE DVD Vol.05 鉄拳6 BLOODLINE REBELLION（2011年2月10日）

### 月刊アルカディア付録DVD
第7回大会（2009年）はDVDは発売されず、月刊アルカディア本誌付録のDVDに各種目の決勝・準決勝とベストバウトとして選抜した試合が収録された。
第7回大会「闘劇'09」
- 闘劇'09 月刊アルカディア特別付録DVD Vol.1（2009年9月30日）
  - ストリートファイター IV
  - バーチャファイター5 R
- 闘劇'09 月刊アルカディア特別付録DVD Vol.2（2009年10月30日）
  - 鉄拳6 BLOODLINE REBELLION
  - ストリートファイターIII 3rd STRIKE
- 闘劇'09 月刊アルカディア特別付録DVD Vol.3（2009年11月30日）
  - ブレイブルー
  - Fate /unlimited codes
- 闘劇'09 月刊アルカディア特別付録DVD Vol.4（2009年12月30日）
  - GUILTY GEAR XX ΛCORE
  - すっごい！アルカナハート2

### 闘劇魂
月刊アルカディアのムックとして、闘劇の名を冠した雑誌『闘劇魂』が2005年より年に数冊発刊されていた。毎号200ページ程度の本誌に、DVDが同梱された。
ほかに、DVDをメイン（本誌は20ページ程度）とした『闘劇魂MAX』も4冊刊行された。
- 闘劇魂 Vol.1（2005年9月9日） ISBN 4757724152
- 闘劇魂 Vol.2（2005年12月21日） ISBN 475772568X
- 闘劇魂 Vol.3（2006年7月14日） ISBN 4757728905
- 闘劇魂 Vol.4（2006年12月27日） ISBN 4757731175
- 闘劇魂 Vol.5（2007年4月3日） ISBN 9784757735309
- 闘劇魂 Vol.6（2007年7月27日） ISBN 9784757737167
- 闘劇魂 Vol.7（2007年10月31日） ISBN 9784757738812
- 闘劇魂 Vol.8（2008年1月31日） ISBN 9784757740655
- 闘劇魂 Vol.9（2008年5月15日） ISBN 9784757742604
- 闘劇魂 Vol.10（2008年8月8日） ISBN 9784757743946
- 闘劇魂 Vol.11（2008年11月7日） ISBN 9784757745582
- 闘劇魂 Vol.12（2009年2月6日） ISBN 9784757747449
- 闘劇魂MAX 鉄拳5 DARK RESURRECTION 軍総杯SPECIAL（2007年4月11日） ISBN 9784757735392
- 闘劇魂MAX 2007 PRE BEAT-TRIBE CUP 特集号（2007年11月20日） ISBN 9784757739376
- 闘劇魂MAX Dream Fighter's Festival 2007（2008年1月31日） ISBN 9784757740563
- 闘劇魂MAX ギルティギア・ジェネレーションズ・カップ ΛC2007 特集号（2008年4月2日） ISBN 9784757741935